# Tingatinga (Longido)
Tingatinga ist ein Verwaltungsbezirk (Ward) des Distrikts Longido in der tansanischen Region Arusha.

## Geografie
Tingatinga liegt im Norden von Tansania etwa 40 Kilometer nördlich von Arusha. Es ist eine Hochfläche in etwa 1100 Meter Seehöhe zwischen dem Kilimandscharo im Osten und dem Longido im Westen.
Im Norden grenzt der Bezirk an Sinya, im Osten an Olmolog, im Südosten an Ndumeti und Miti Mirefu, beide im Distrikt Siha, im Süden an Ngabobo des Distrikts Meru und Oldonyowass des Distrikts Arusha und im Westen an Engikaret und Orbomba.
Tingatinga hat eine Fläche von 467 Quadratkilometern. Bei der Volkszählung 2022 lebten hier 8262 Menschen in 1946 Haushalten.

## Gliederung
Der Bezirk besteht aus zwei Gemeinden (Mtaa) mit elf Orten (Kitongoji):
| Tingatinga - Orro - Namba 1 - Madukani | Ngereyani - Ngungósunyai - Madukani - Okii - Embong’et A - Embong’et B - Kibangasi - Ngobeni - Ildonyo |

## Wirtschaft und Infrastruktur
- Bildung: Die Tingatinga Secondary School ist eine staatliche weiterführende Schule, die Jugendliche bis zur 4. Stufe ausbildet.[8] Im Jahr 2020 unterstützte der Verein „probono“ die Errichtung eines Computer-Raums.[9][10]
- Gesundheit: In den Gemeinden Tingatinga und Ngereyani befindet sich je eine staatliche Apotheke.[11][12]